# سامو زين
سامو زين (10 نوفمبر 1979 -)، مغني وممثل سوري.

## بداية مسيرته
ولد في الكويت وهو من عائلة سورية وبين الحين والآخر كانت تتنقل بين سوريا والبلدان الأوروبية الأخرى حتى أنهى مدرسته الثانوية. بعد التخرج، سافر إلى لندن لدراسة هندسة الصوت. وهناك تزوج من امراة إنجليزية إسمها كريستينا وقفت إلى جانبه وساعدته كثيراً لإنهاء دراسته في بريطانيا ولديه ابنة منها اسمها نغم. وبعد انتهاء دراسته هناك قرر أن يترك لندن ويذهب إلى القاهرة لبداية مشواره الفني.
سامو زين سوري - بريطاني، حيث يحمل الجنسية البريطانية من زوجته الإنجليزية. تطلق من زوجته في نهاية المطاف. في سنة 2016 أعلن زواجه من الإعلامية المصرية دينا صالح، وفي 2017 أنجبت أول ابن له سموه محمد.
وسامو زين عمل مهندسا للصوت في لندن لعدة سنوات لكنه عاد في نهاية المطاف إلى الكويت وبدأ عمله الخاص في المعدات السمعية تحت اسم «التغريد لأجهزة الصوت».
حصل على عرضه الأول في الغناء في أحد المطاعم الشهيرة في لندن، وطرح ألبومه الأول «ميلى يا حلوة» مع «شركة الخيول».
بدأ الإعداد لألبومه الثاني مع أفكار جديدة لمدة عام كامل تحت اسم «أنا ليك» مع «روتانا الشركة».

## اسمه الحقيقي
اسمه الحقيقي هو أسامة محمد زين الأبرص وكشف سامو أنّ النجم العالمي بروس ويليس Bruce Willis هو الذي قام بتغيير اسمه إلى سامو نظراً لتشابه اسمه مع اسم أسامة بن لادن قائد تنظيم القاعدة فوافق سامو زين على تغيير اسمه وحذف اسم عائلته ليكون زين بدل الأبرص.

## الحياة الشخصية
بعد سنين من طلاقه من زوجته البريطانية كريستينا، في سنة 2016 تزوج من المذيعة المصرية دينا صالح، في سنة 2017 أنجبت أول ابن له منها وسموه محمد.

## البومات
1. ميلي يا حلوة - 1999
2. أنا ليك - 2002
3. قربي ليا -2003
4. معاك - 2005
5. عارف إيه -2007
6. ليك لوحدك - 2008
7. دايماً - 2010
8. الورد الأحمر - 2012
9. زي أي اتنين - 2014
10. القمر - 2017
11. لو عمري يرجع - 2018

## سنجل
1. بيسألني ليه
2. كلنا مصريين
3. أنا مستعد
4. حبك حقيقة
5. مين فينا
6. وطني
7. فارس أحلامي

## أفلام سامو زين
1. 90 دقيقة
2. شقاوة
3. حمادة يلعب

## كليبات سامو زين
1. أول إللي إنجرح
2. ميلي يا حلوة
3. يا أمه
4. أنا ليك
5. قربي ليا
6. حبيب روحي
7. معاك
8. مش قادر
9. عارف إيه
10. تعالى بس
11. بحلم بيك
12. عايز مني إيه وهو الكليب الحاصل على جائزة أفضل فيديو كليب في الشرق الأوسط سنة 2008 [6]
13. بيسألني ليه
14. معنى الحب
15. كلنا مصريين
16. شاهد عيان
17. ملكش دعوة بيا
18. بتمثل على مين
19. عشان خاطر عينيك
20. الورد الأحمر
21. بتحلوى
22. المثل - العسل (يا عسل) - (دويتو مع أولغا تانون)
23. هتعرف
24. كلموني عليه
25. قصة حب - دويتو مع كنزة مرسلي - 2015
26. انا وأنت
27. حب حب
28. قولي قولي

## وصلات خارجية
- سامو زين على موقع IMDb (الإنجليزية)
- سامو زين على موقع قاعدة بيانات الأفلام العربية